# Grünkohlessen

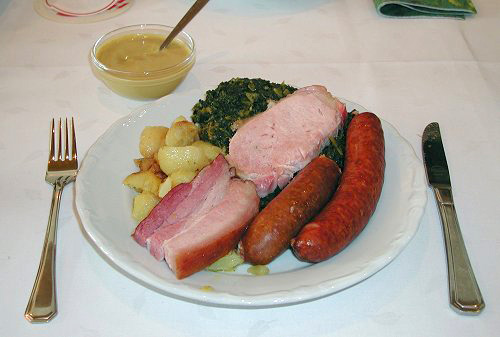
Grünkohlgericht mit Bratkartoffeln, Pinkel, Kochwurst, Kassler, Speck und Senf

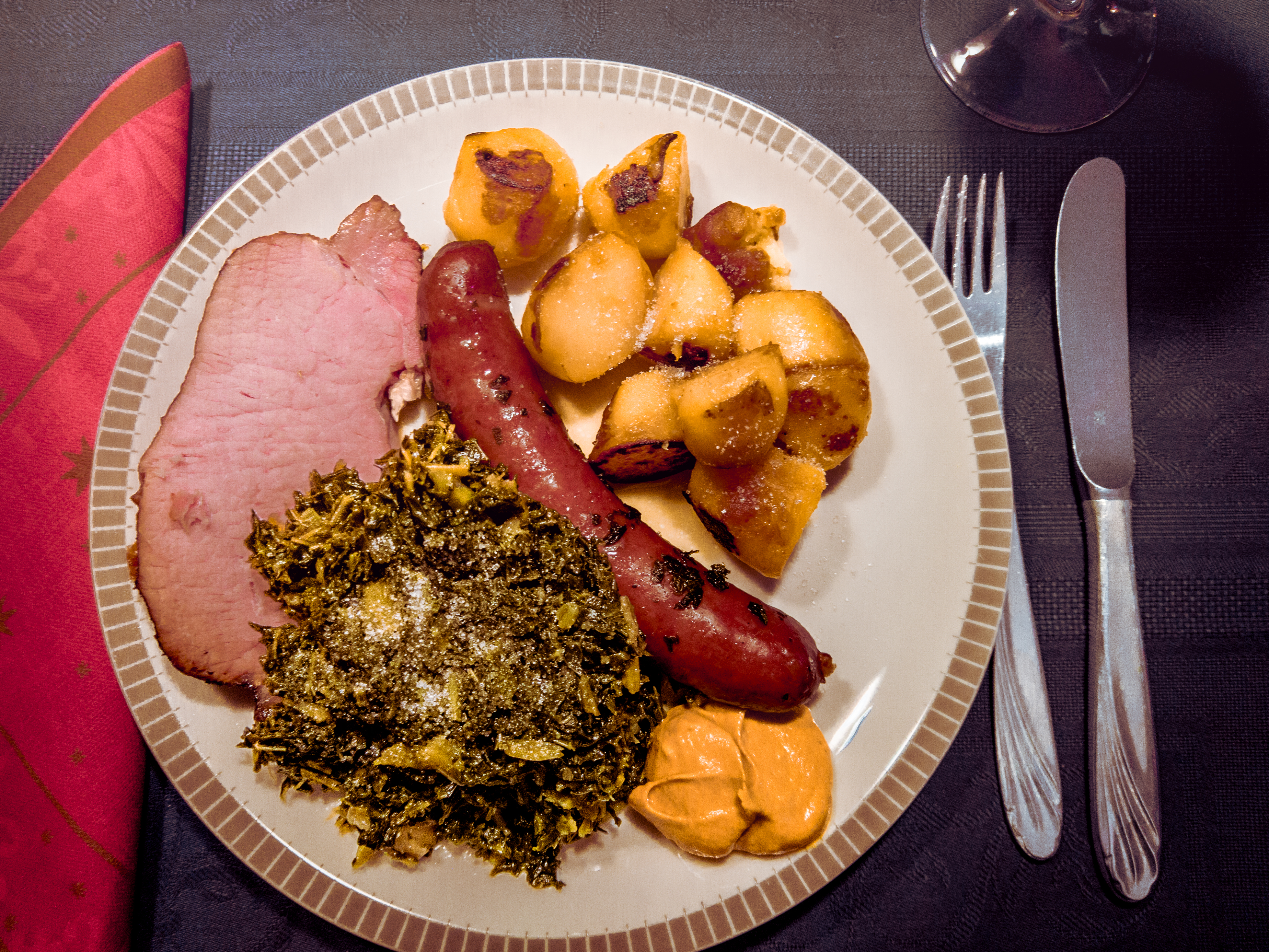
Gezuckerter Grünkohl mit gesüßten Kartoffeln, Kassler, Wurst & Senf

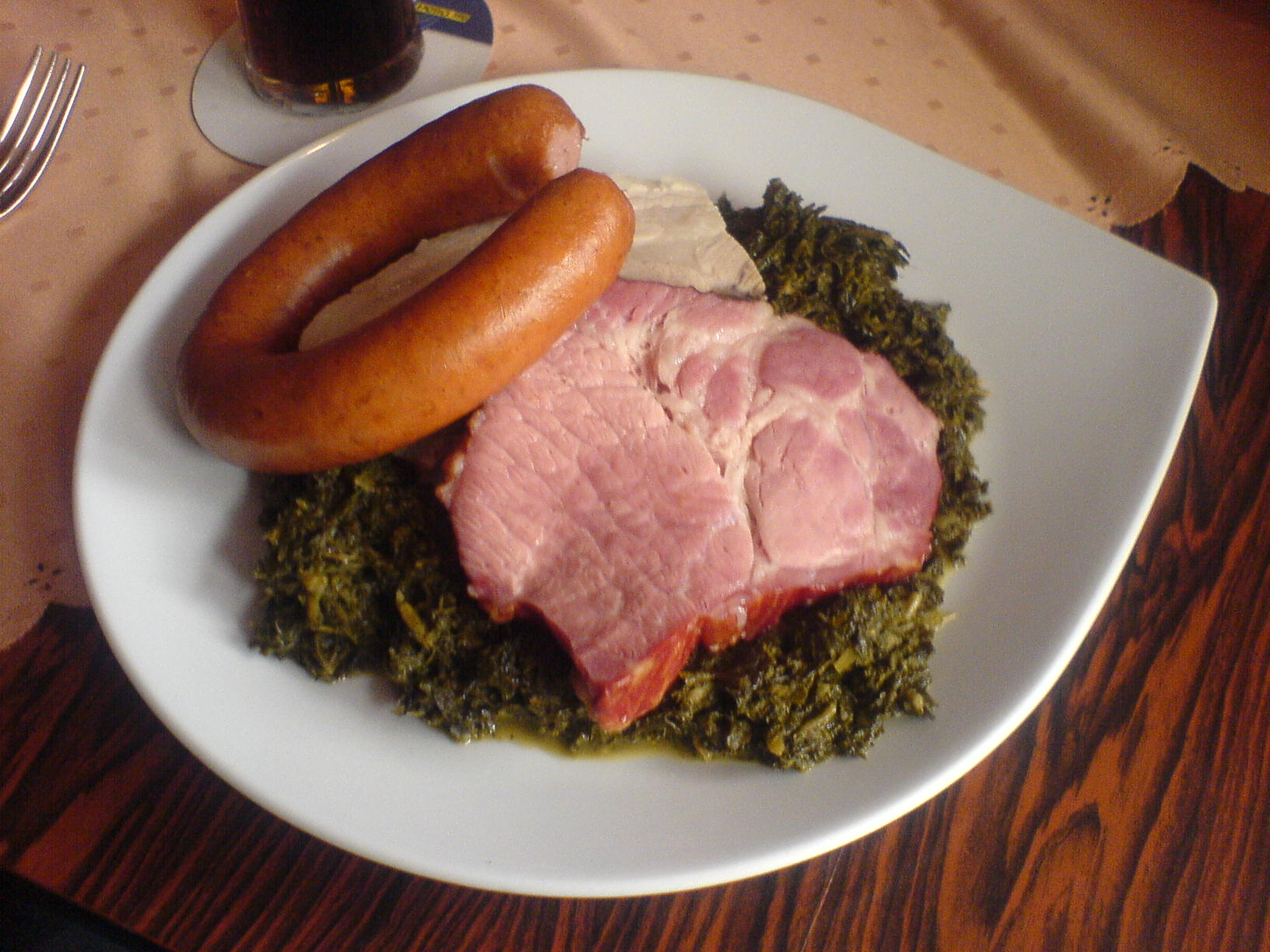
Grünkohl mit Bregenwurst und Kassler

Das Grünkohlessen ist ein Brauch in weiten Teilen Norddeutschlands und in Teilen Skandinaviens.

## Brauch
Grünkohl (regional auch Braunkohl) wurde früher nach dem ersten Herbstfrost geerntet, die in ihm enthaltenen Bitterstoffe sind dann neutralisiert. Ende der Grünkohlsaison war traditionell der Gründonnerstag vor Ostern. Heutzutage werden neuere Züchtungen verwendet, die – ohne Frost – ab September geerntet werden können.
Traditionell geht einem winterlichen Grünkohlessen in Gesellschaft eine Kohlfahrt („Kohltour“ oder „Grünkohlwanderung“) voraus. Dabei handelt es sich in der Regel um einen Ausflug durch die Natur, an dessen Ziel der Gasthof steht, in dem das Essen serviert wird. Die Teilnehmer vergnügen sich während der Wanderung mit Geländespielen wie Boßeln oder Klootschießen. Oft werden, zum Beispiel in einem Handwagen, alkoholische Getränke mitgeführt, die zur Stärkung dienen oder gegen die oft kühlen Temperaturen helfen sollen.
Im Gasthof wird der Gesellschaft gekochter Grünkohl serviert, wahlweise und je nach Region mit Buchweizengrütze, Hafergrütze oder Haferflocken angedickt oder nicht, mit (leicht karamellisierten) Bratkartoffeln oder gekochten Salzkartoffeln. Pinkel ist in der Gegend um Bremen und im Oldenburger Land die charakteristische Einlage, in der Region um Hannover, Hildesheim, Braunschweig und Magdeburg hingegen Bregenwurst. Diese Wurstspezialitäten werden grundsätzlich nur im Winter und für die Zubereitung im Grünkohl hergestellt und sind in anderen Regionen eher unüblich. Als Zutaten beliebt sind auch Kassler, Kohlwurst, (frische) Mettwurst, geräucherte Mettenden, Speck, oder Schweinebacke.

Einige Grünkohlessen haben ihren Höhepunkt in der Ausrufung des Kohlkönigs oder des Kohlkönigspaares. Für die Vergabe der Königswürde werden verschiedene Methoden angewandt. Entweder werden die Anzahl der Portionen jedes Teilnehmers ausgewertet, es wird das Gewicht der Teilnehmer vor und nach dem Essen bestimmt, oder es werden die Ergebnisse der Spiele auf der Wanderschaft nach geheimen und nicht ganz ernst zu nehmenden Kriterien ausgewertet. Kohlkönig wird vereinzelt auch derjenige, der als Letzter den Tisch verlässt. Bei größeren Veranstaltungen ist es auch möglich, dass der König von den Teilnehmern oder einem Gremium gewählt wird. Dem König bzw. Königspaar obliegt es meist, das Grünkohlessen des folgenden Jahres zu organisieren.
Berühmte Grünkohlessen finden etwa mit dem „Grünkohl-Schlemmerfest“ in der Hamburger Fischauktionshalle, mit dem „Defftig Ollnborger Gröönkohl-Äten“ in der Niedersächsischen Landesvertretung in Berlin oder der „Osnabrücker Mahlzeit“ statt.